# Manganvesubianita
La manganvesubianita es un mineral de la clase de los sorosilicatos, y dentro de esta pertenece al llamado "grupo de la vesubiana". Fue descubierta en el año 2000 en minas de manganeso de Kuruman, en el Kalahari (Sudáfrica), siendo nombrada así por la dominancia del manganeso en la fórmula y por su relación con la vesubiana. Un sinónimo es su nombre en clave: IMA2000-040.

## Características químicas
Es un sorosilicato de varios metales, con una mezcla de aniones SiO4 con aniones Si2O7, mientras que los cationes son calcio, manganeso, aluminio y magnesio, los cuales están en coordinación octaédrica o mayor. Además de los elementos de su fórmula, suele llevar como impureza hierro.
Es el equivalente con manganeso de la vesubiana ((Ca,Na)19(Al,Mg,Fe)13(SiO4)10(Si2O7)4(OH,F,O)10), perteneciendo al grupo de ésta.

## Formación y yacimientos
Se forma como mineral secundario a partir de la alteración hidrotermal de minerales primarios del manganeso, apareciendo en vetas y cavidades.